# Philip Massinger
Philip Massinger (1583, Salisbury – 17. března 1640, Londýn) byl anglický dramatik pozdní renesance (období tzv. alžbětinského divadla), proslulý zejména svou komedií A New Way to Pay Old Debts (1625, Nový způsob jak platiti staré dluhy).

## Život
O Massingerově životě se do roku 1613 neví prakticky nic. Studoval sice v Oxfordu, ale studium nedokončil a pravděpodobně se živil jako herec. Pak začal působit jako dramatik pro impresária Philipa Henslowa (1550–1616) a spolupracoval s různými dramatiky, například s Johnem Fletcherem, Thomasem Dekkerem nebo s Nathanem Fieldem (1587–1633).
Samostatně začal tvořit kolem roku 1620 a roku 1625 převzal po Johnu Fletcherovi místo hlavního dramatika pro hereckou společnost Služebníci královi (King's Men). Je autorem nebo spoluautorem asi čtyřiceti dramat, z nichž se asi polovina dochovala. Jeho nejlepší hry jsou dodnes hrány pro jejich satirický obsah pranýřující hrabivost a rozmařilost a pro sociální témata.

## Dílo

### S Johnem Fletcherem
- Love's Cure (1612, Léčba láskou), tiskem 1647, komedie,
- The Spanish Curate (1622, Španělský farář), tiskem 1647, komedie, která se stala předlohou pro hru Nebe na zemi od Voskovce a Wericha.

### S Johnem Fletcherem a Thomasem Dekkerem
- The Virgin Martyr (1620, Panenská mučednice), tiskem 1622, tragédie.

### S Nathanem Fieldem
- The Fatal Dowry (1619, Osudný dar), tiskem 1632, tragédie,

### Samostatné hry
- The Maid of Honour (1621, Služka cti), tiskem 1632, tragikomedie,
- The Duke of Milan (1621, Milánský vévoda), tiskem 1623, tragédie,
- The Bondman (1623, Otrok), tiskem 1624, tragikomedie,
- The Renegado (1624, Odpadlík), tiskem 1630, tragikomedie,
- A New Way to Pay Old Debts (1625, Nový způsob jak platiti staré dluhy), tiskem 1632, ostře satirická komedie, nejznámější Massingerovo dílo,[2]
- The Roman Actor (1626, Římský herec), tiskem 1629 , tragédie,
- The Picture 1629, Obraz), tiskem 1630, tragikomedie,
- The Emperor of the East (1631, Císař východu), tiskem 1632, tragikomedie,
- The City Madam (1632, Městská panička), tiskem 1658, komedie,
- The Guardian (1633, Poručník), tiskem 1655, komedie,
- The Bashful Lover (1636, Bázlivý milenec), tiskem 1655, tragikomedie.

## Česká vydání
- Španělský farář, Dilia, Praha 1957, přeložil František Hrdlička,
- Nový způsob jak splácet staré dluhy, Dilia, Praha 1979, přeložil Jaroslav Bílý,
- Nový způsob, jak platit staré dluhy, antologie Alžbětinské divadlo III. – Drama po Shakespeqarovi, Odeon, Praha 1985, přeložil Jaroslav Pokorný